# António Pires (jesuíta)
António Pires foi um jesuíta português, nascido na vila de Castelo Branco, bispado da Guarda.
Entrou na Companhia de Jesus em 6 de março de 1548. Sendo ainda noviço, passou ao Brasil em 1550 com o padre Manuel da Nóbrega, para «anunciar o Evangelho aos Bárbaros ou reformar os costumes dos cristãos.»
Chegando à Bahia, foi enviado a Pernambuco. «Com auxílio de Deus e assistência de Duarte Coelho, Governador daquele Estado, triunfou de todos os obstáculos, reduzindo ao suave Evangelho os que viviam como feras, admirando todos a repentina transformação daquela Babilônia confusa em cidade de refúgio para aqueles que queriam observar os preceitos da Lei Evangélica». Faleceu aos 75 anos em 1565 no Rio de Janeiro

## Obra
1. Duas Cartas aos Padres do Colegio de Coimbra em que trata das duas Missões em Pernambuco escritas nesta Capitania a primeira em 11 de Agosto de 1551 e a segunda no mesmo ano. Saíram impressas em italiano em Veneza em 1559.
2. Carta de Pernambuco em 5 de junho de 1552 aos Padres de Portugal.
3. Carta ao Padre Provincial em 19 de julho de 1558.
4. Outra ao mesmo Provincial, Bahia, 11 de setembro de 1558.
5. Carta aos irmãos da Companhia em 22 de outubro de 1560.